# سیرالئون
سیرالئون (به انگلیسی: Sierra Leone، /siˌɛrə liˈoʊn(i)/) با نام رسمی جمهوری سیرالئون (به انگلیسی: Republic of Sierra Leone) یا سالون (به انگلیسی: Salone) در غرب آفریقا است که پایتخت و بزرگ‌ترین شهر آن فری‌تاون است. جمعیت سیرالئون ۷٬۹۶۰٬۰۰۰ نفرو زبان رسمی آن انگلیسی است. واحد پول این کشور لئون نام دارد. این کشور از شمال، خاور و شمال باختری با گینه و از جنوب خاوری با لیبریا همسایه است و از باختر به اقیانوس اطلس پیوند می‌خورد. مردم سیرالئون از حدود شانزده گروه قومی تشکیل شده‌اند که هرکدام زبان و آداب خود را دارند. دو قوم بزرگ‌تر و بانفوذتر از میان آن‌ها، قوم تنمه و قوم منده است.
بین ۶۰ تا ۷۰ درصد از مردم سیرالئون مسلمان و ۲۰ تا ۳۰ درصد مسیحی هستند. کشف این منطقه از سوی اروپاییان در سال ۱۴۶۱ و توسط پرتغالیان صورت گرفت. نام سیرالئون نیز از زبان پرتغالی گرفته شده و به معنای «کوه شیران» است. منطقه سیرالئون در آن دوره تبدیل به یکی از مناطق تجارت برده برای اروپاییان شد.
امروزه با وجود غنای منابع طبیعی، ۷۰ درصد از مردم سیرالئون زیر خط فقر، زندگی می‌کنند. و بسیاری از آنها از گرسنگی می‌میرند

## تاریخ
سیرالئون سابقه‌ای طولانی در تجارت برده دارد و مرکز ارسال هزاران اسیر آفریقایی به کشورهای استعمار طلب بوده است. پایتخت این کشور فری تاون از سال ۱۷۸۷ به عنوان محل اصلی زندگی بردگانی شد که به کشور خود بازگشته بودند.
سیرالئون در تاریخ ۲۷ آوریل ۱۹۶۱ پس از ۵۰۰ سال استعمار بیگانگان، از زیر نفوذ انگلیسیها خارج شد و به استقلال رسید. بای بوره، یکی از رهبران اصلی مبارزه با انگلیسی‌ها در این کشور تا سال ۱۹۰۸ بود.
این کشور دهه‌های متمادی درگیر جنگ داخلی بوده و سرانجام به کمک نیروهای ناتو و انگلستان در سال ۲۰۰۲ به این جنگ خاتمه داده شد و بیش از ۱۷ هزار سرباز خارجی ده‌ها هزار شورشی مسلح را خلع سلاح کردند.
در این جنگ ده‌ها هزار نفر توسط شورشیان کشته شدند و علامت اختصاری این شورشیان بریدن دست یا پای قربانیان خود بود. شهر «فری تاون» پایتخت سیرالئون است و از دیگر شهرهای پرجمعیت آن می‌توان به «بو»، «کِنما» و «کابالا» اشاره کرد.

### جنگ داخلی

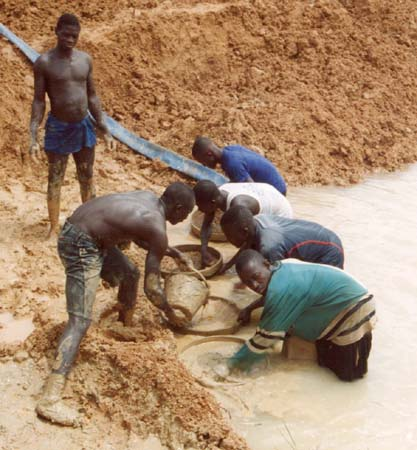
تجارت «الماس‌های خونین» در جنگ داخلی سیرالئون توسط گروه‌های شورشی و جنگ‌سالاران برای خرید سلاح به منظور ادامه جنگ، به بهای جان صدها هزار نفر تمام شد.

یکی از رادیکال‌ترین گروه‌های مورد حمایت چارلز تیلور به نام «جبهه متحد انقلابی» با گذشتن از مرز شمالی لیبریا، وارد کشور سیرالئون شد و خشونت‌ها به این کشور نیز کشیده شد. «جنگ داخلی سیرالئون» حدود یک دهه و بین سال‌های ۱۹۹۱ تا ۲۰۰۲ میلادی، به به طول انجامید و حدود ۲ میلیون کشته بر جای گذاشت. کشته‌شدگان این جنگ‌ها تنها نظامیان نبودند. ده‌ها هزار نفر از مردم عادی نیز مورد تجاوز، قطع عضو، بردگی و ربوده‌شدن فرزندانشان برای شرکت در جنگ داخلی واقع شدند.
این کشور هم‌اکنون کشور ضعیفی است و با فقر، فساد و کمبود مدیریت در اقتصاد دست به گریبان است. سیرالئون از لحاظ معادن الماس بسیار غنی است. تجارت جواهرات قاچاق در این کشور با عنوان «الماس خون» انجام می‌گیرد که همین موضوع باعث ایجاد تنش‌های مالی و درگیری‌های غیرنظامی شده که دولت تلاش می‌کند تا قاچاق الماس از طریق مرزها را متوقف کند.
«احمد تجان کابا» از سال ۱۹۹۶ تا سال ۲۰۰۷ رئیس‌جمهور سیرالئون بود.

## سیاست

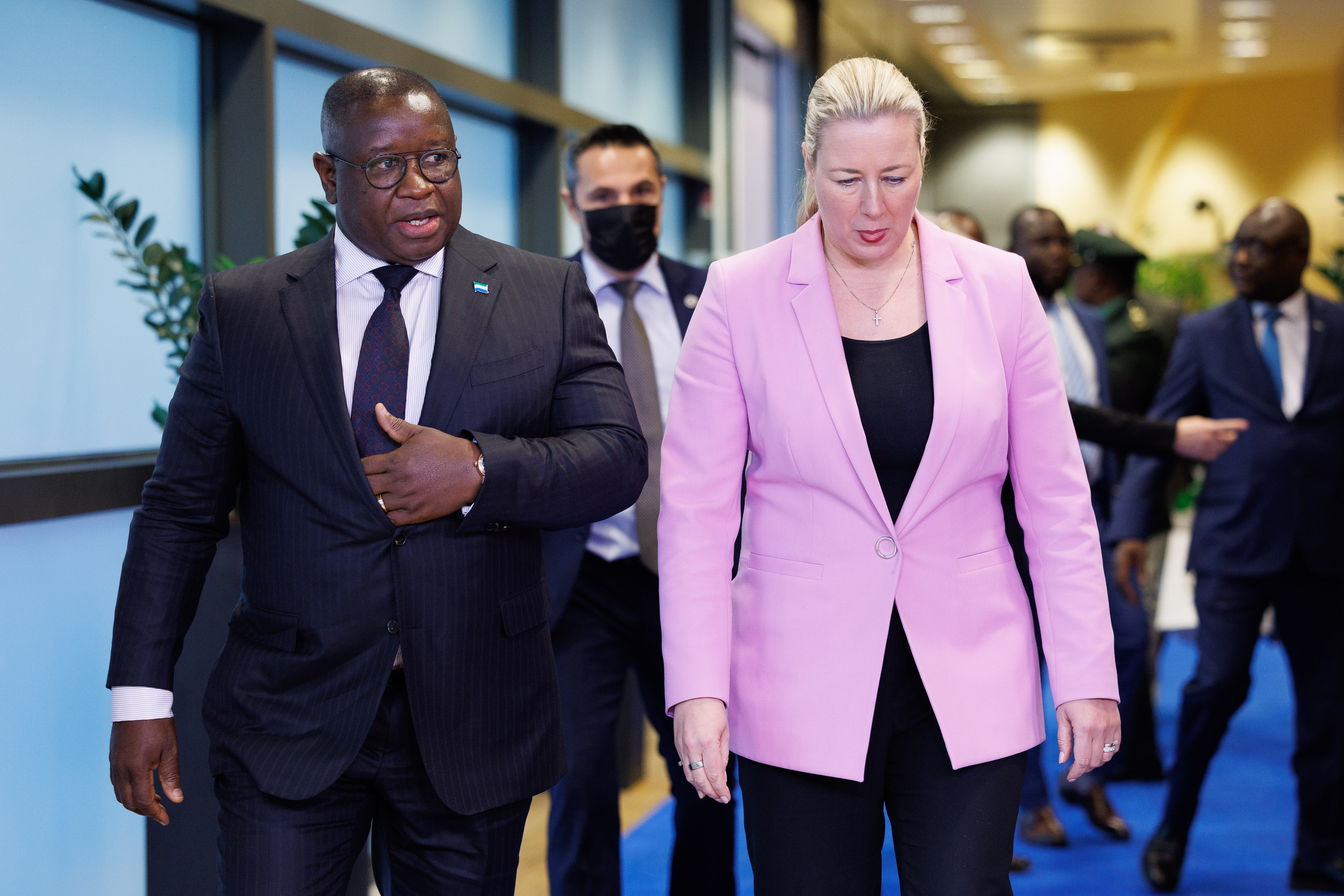
جولیوس مادا بیو رئیس‌جمهور سیرالئون و یوتا اورپیلاینن معاون نخست‌وزیر فنلاند

- ارنست بای کوروما[۶] در ۱۷ سپتامبر ۲۰۰۷ به عنوان رئیس‌جمهور جدید سیرالئون سوگند یاد کرد. او متعهد شده تا فساد را در این کشور به صفر برساند و به فقدان مدیریت منابع این کشور پایان دهد.

اعضای حزب کوروما در انتخابات مجلس که در اوت ۲۰۰۷ برگزار شد حائز اکثریت آراء شدند. وی مجدداً در سال ۲۰۱۲ در این سمت ابقا شد.
- حکومت: طبق قانون اساسی رئیس‌جمهور - که کابینه را انتصاب می‌کند - با رأی تمامی افراد بالغ برای هفت سال انتخاب می‌شود و همچنین ۱۲۴ عضو مجلس نمایندگان برای پنج سال انتخاب می‌گردند.
- احزاب: احزاب کنگره مردمی، دمکراتیک مرکز، دمکرات ملی، جمهوری مردمی، اتحاد ملی دمکراتیک مردمی، توسعه مردمی، اتحاد انقلابی و مردم سیرالئون در این کشور فعالیت سیاسی دارند.

## جغرافیا
سیرالئون کشوری است کوچک به مساحت ۷۱٬۷۴۰ کیلومتر مربع که در غرب آفریقا و در کنار اقیانوس اطلس قرار دارد. ۷۱٬۶۲۰ کیلومتر مربع از خاک این سرزمین در خشکی و ۱۲۰ کیلومتر مربع از آن در دریاست. این کشور از شمال و شرق با گینه به‌طول ۶۵۲ کیلومتر و از جنوب شرقی با لیبریا ۳۰۶ کیلومتر مرز مشترک دارد.
- آب و هوای سیرالئون گرمسیری و پرباران و دمای آن معمولاً بین ۱۶ تا ۲۸ درجه سانتی‌گراد متغیر است. از لحاظ طبیعی سیرالئون به ۵ منطقه تقسیم می‌شود:
- الف) زمین‌های ساحلی
- ب) دشت‌های کم ارتفاع داخلی
- ج) فلات داخلی
- د) شبه جزیره فری‌تاون
- ه) منطقه کوچک فوتاجالون
- میزان بارندگی در نقاط مختلف این کشور بین ۱۸۳ تا ۶۷۸ میلی‌متر متغیر است.
- مهم‌ترین رودهای سیرالئون عبارت‌اند از: منو، لیبریا، موآ، پام پانا، ماولوکو که اغلب آن‌ها به اقیانوس اطلس می‌ریزند.
- بلندترین نقطه سیرالئون در ارتفاعات لومامانسا حدود ۱۹۴۸ متر ارتفاع دارد.

در مرکز کشور منطقه‌ای از دشت‌های پست قرار گرفته که شامل جنگل، بیشه‌زار و کشتزارهایی است که جمع ۴۳ درصد از خاک سیرالئون را دربر گرفته‌اند.
در سمت غرب، سیرالئون در امتداد اقیانوس اطلس در حدود ۴۰۰ کیلومتر خط ساحلی دارد که این امر برای کشور، هم منابع دریایی فراوان و هم جاذبه‌های گردشگری به همراه آورده است. در این خط ساحلی مناطقی از مرداب‌های درختان حرای گینه‌ای وجود دارد. فری‌تاون، پایتخت کشور، در یک شبه جزیره ساحلی واقع شده که در کنار بندرگاه سیرالئون قرار گرفته است. این بندرگاه سومین بندرگاه طبیعی بزرگ در جهان است.

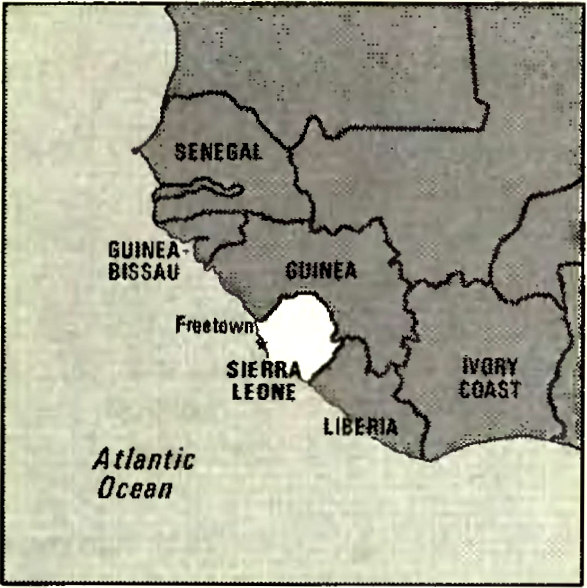
سیرالئون و همسایگان
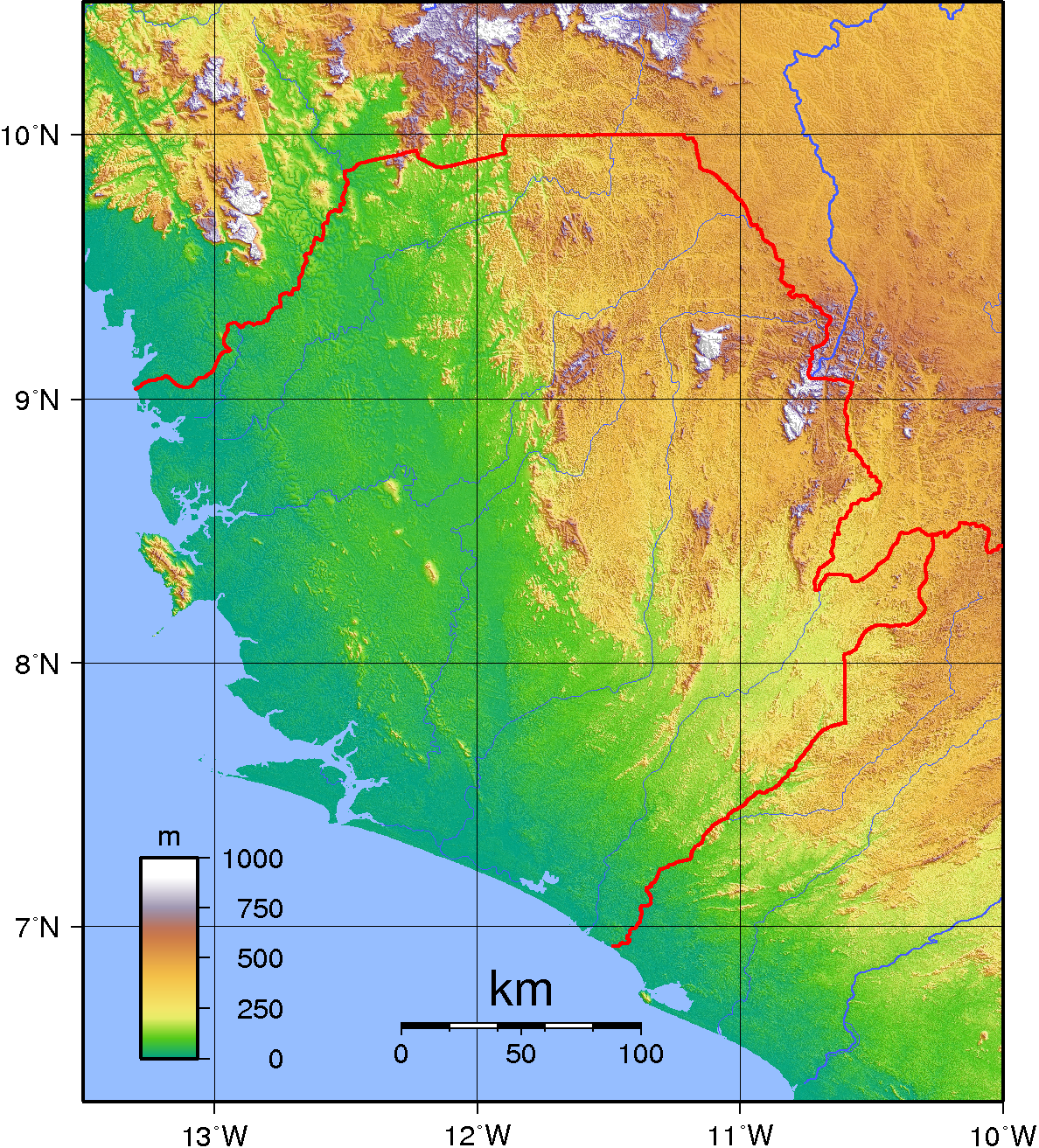
نقشه ناهمواری‌های سیرالئون
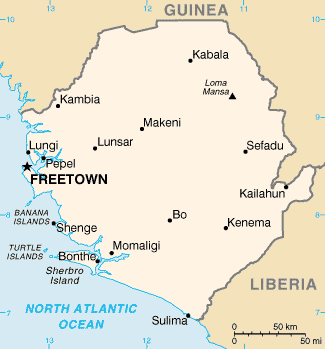
شهرهای اصلی

## تقسیمات کشوری

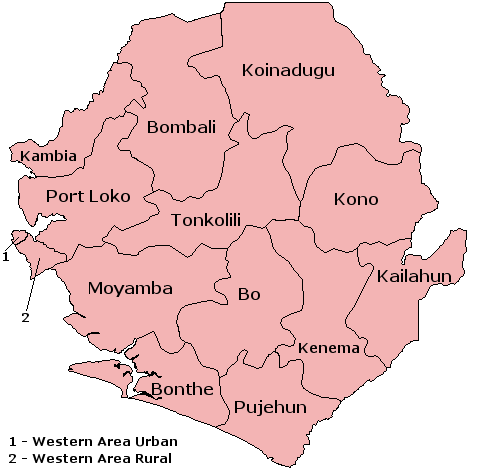

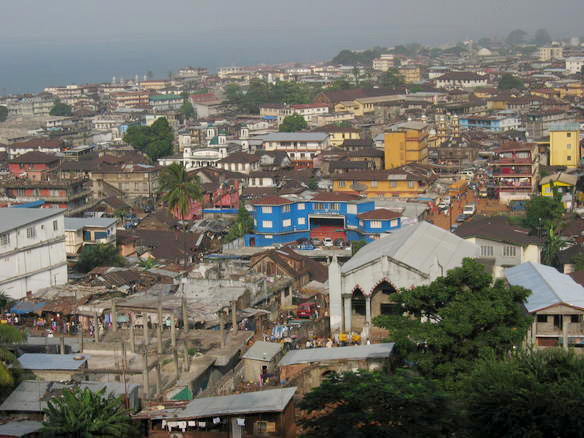
شهر فری تاون

- طبق تازه‌ترین برآورد (۲۰۲۰) کشور سیرالئون ۷٬۹۶۰٬۰۰۰ نفر جمعیت دارد.
- تراکم جمعیت سیرالئون ۱۱۱ نفر در هر کیلومتر مربع است.
- میانگین نرخ رشد جمعیت سالانه این کشور ۲٫۱٪ است.
- نرخ زاد و ولد در سیرالئون هم‌اکنون به ازای هر یکهزار نفر حدود ۴۳٫۲ نفر و نرخ مرگ و میر در این کشور حدود ۱۹٫۵ در هزار نفر است.
- شهر «فری تاون» (۸۰۲٬۰۰۰ نفر) پایتخت سیرالئون است و از دیگر شهرهای پرجمعیت آن می‌توان به «کنما»(۱۴۳٬۰۰۰ نفر)، و «بو» (۱۷۴٬۰۰۰ نفر) اشاره کرد.

## سازمان‌های بین‌المللی
- سیرالئون در سازمان‌های زیر عضویت دارد.

| - سازمان ملل متحد (UN) - بانک توسعه آفریقا (ADB) - کنگره ملی آفریقا (APC) - کمسیون اقتصادی آفریقا (ECA) - سازمان خواربار و کشاورزی ملل متحد (FAO) - گروه 77 (G-77) - آژانس بین‌المللی انرژی اتمی (IAEA) - بانک بین‌المللی ترمیم و توسعه وابسته به بانک جهانی (IBRD) - سازمان بین‌المللی هواپیمایی کشوری (ICAO) - کنفدراسیون بین‌المللی اتحادیه‌های کارگری آزاد (ICFTU) - جامعه بین‌المللی توسعه (IDA) - صندوق بین‌المللی توسعه کشاورزی (IFAD) - بانک توسعه اسلامی (IDB) - بنگاه مالی بین‌المللی (IFC) | - بنگاه مالی بین‌المللی (IFC) - سازمان بین‌المللی کار (ILO) - صندوق بین‌المللی پول (IMF) - سازمان بین‌المللی دریانوردی (IMO) - سازمان پلیس بین‌المللی پلیس جنایی (INTERPOL) - جنبش عدم تعهد (NAM) - سازمان وحدت آفریقا (OAU) - سازمان کنفرانس اسلامی (OIC) - سازمان منع سلاحهای شیمیایی (OPCW) - کمیسیون سازمان ملل برای تجارت و توسعه (UNCTAD) - سازمان اقتصادی، اجتماعی و فرهنگی ملل متحد (UNESCO) - سازمان توسعه صنعتی ملل متحد (UNIDO) - فدراسیون جهانی اتحادیه کارگری (WFTU) - سازمان‌بهداشت‌جهانی (WHO) - سازمان جهانی مالکیت معنوی (WIPO) |  |

## اقتصاد

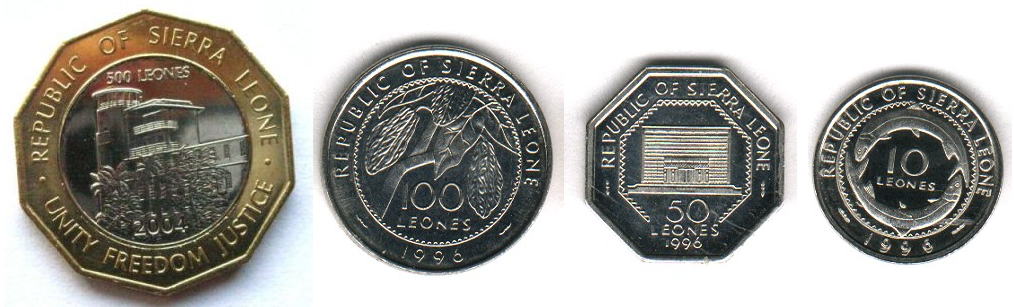
لئون سیرالئون سومین پول رایج بی‌ارزش جهان

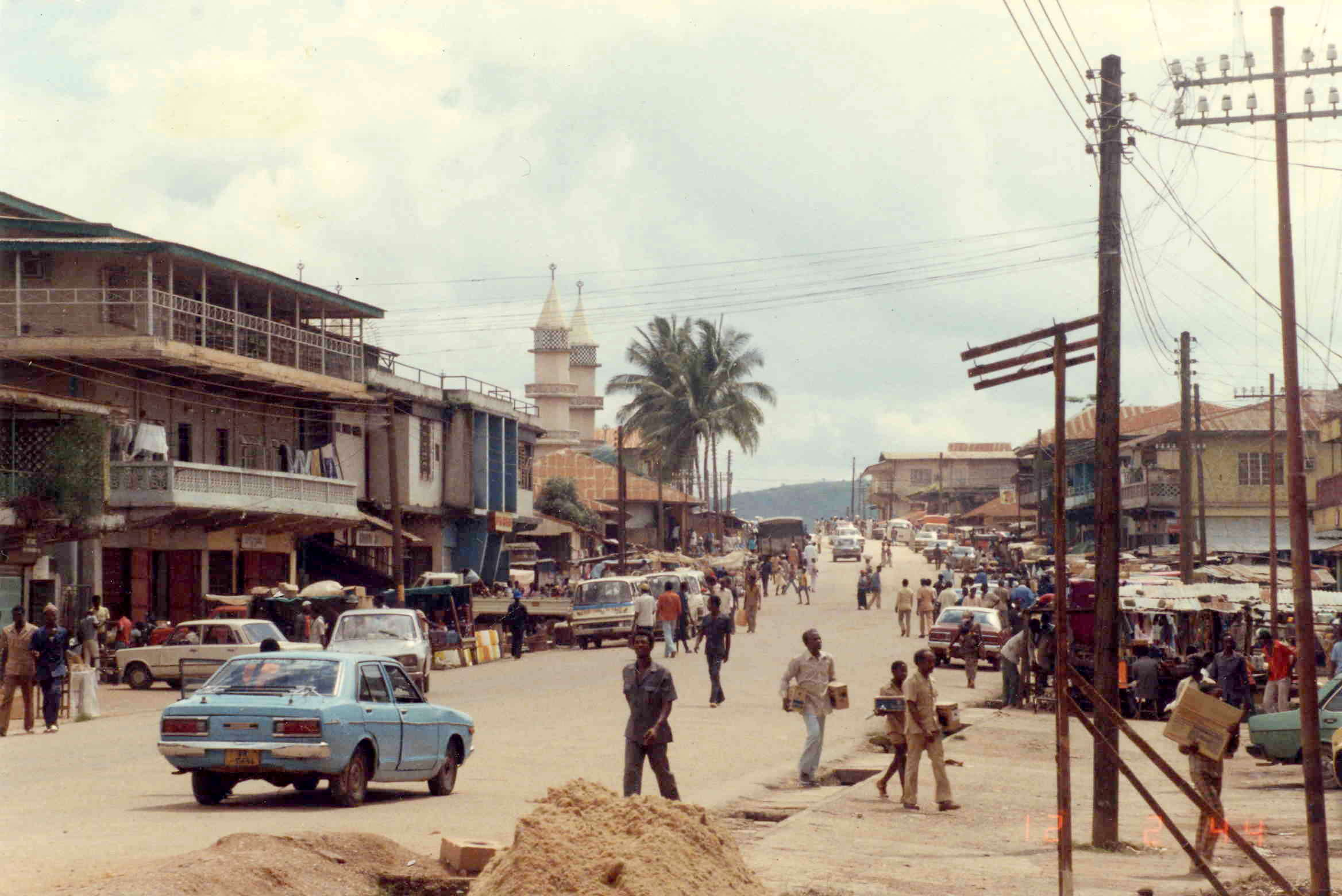
شهر کویدو چهارمین شهر بزرگ سیرالئون و مرکز اصلی دادوستد الماس

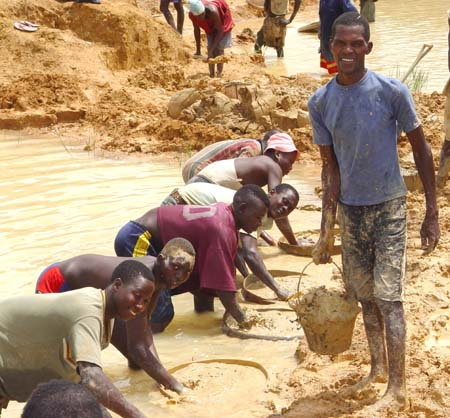
معدنچیان الماس

- سازمان ملل متحد در سال ۲۰۰۰ میلادی سیرالئون را به عنوان فقیرترین کشور جهان معرفی کرد. میزان تولید ناخالص داخلی سیرالئون در پایان سال ۱۹۹۹ به ۴/۶۹۹ میلیون دلار رسید. نرخ رشد تولید ناخالص داخلی این کشور (۱/۸-) درصد است در حالی که میانگین نرخ مذکور در فاصله سالهای ۱۹۹۰ تا ۱۹۹۸ (۴-) درصد بود.
- از سوی دیگر میزان تولید ناخالص ملی سیرالئون ۳/۶۵۳ میلیون دلار و درآمد سرانه ملی آن کمتر از ۱۳۰ دلار در سال است.
- ۴/۴۴ درصد از تولید ناخالص داخلی سیرالئون مربوط به بخش کشاورزی، ۲۴ درصد مربوط به بخش صنعت و ۵/۳۱ درصد مربوط به بخش خدمات است. همچنین صادرات کالا و خدمات ۳/۱۴ درصد و واردات کالا و خدمات ۲۲ درصد تولید ناخالص داخلی سیرالئون را تشکیل می‌دهد.
- طبق آمار سازمان ملل متحد بیش از ۹۰ درصد ساکنان سیرالئون زیر خط فقر زندگی می‌کنند. این کشور نزدیک به ۳۰ درصد نرخ تورم و بالغ بر ۵/۲ میلیون نفر نیروی کار دارد. ظرفیت تولید انرژی الکتریکی سیرالئون حداکثر ۲۳۵ میلیون کیلووات ساعت است که تماماً از طریق نیروگاه‌های حرارتی تأمین می‌شود.
- الماس، تیتانیوم، بوکسیت، سنگ آهن، طلا و کرومیت مهم‌ترین ذخایر طبیعی این کشور را تشکیل می‌دهند. همچنین عمده‌ترین محصولات صنعتی سیرالئون در بخش مواد معدنی، فراورده‌های نفتی، صنایع نساجی و دخانیات تولید می‌شوند.
- سیرالئون در بخش کشاورزی بیشتر به کشت برنج، قهوه، کاکائو و نارگیل می‌پردازد.
- این کشور در سال ۱۹۹۸ میلادی بالغ بر ۴۱ میلیون دلار کالا به خارج صادر کرد که بیشتر شامل الماس، کاکائو، قهوه و ماهی بود.
- اتحادیه بنلوکس، اسپانیا، آمریکا وانگلستان بزرگ‌ترین شرکای صادراتی سیرالئون هستند.
- ارزش واردات سیرالئون در سال ۱۹۹۸ بالغ بر ۱۶۶ میلیون دلار بود که بیشتر شامل مواد غذایی، دارو، ماشین آلات و مواد شیمیایی می‌شد.
- انگلستان، ساحل عاج، اتحادیه بنلوکس و آمریکا بزرگ‌ترین صادرکنندگان کالا به سیرالئون هستند.
- سیرالئون بیش از یک میلیارد و ۱۵۰ میلیون دلار بدهی خارجی دارد. بانک جهانی و صندوق بین‌المللی پول در انتهای سال ۲۰۰۰ میلادی با پرداخت یک کمک بین‌المللی به سیرالئون برای کاهش بدهی‌های خارجی این کشور موافقت کردند. این وام که ارزش کل آن ۳۴ میلیارد دلار است به ۲۲ کشور فقیر جهان پرداخته می‌شود.
- واحد پول سیرالئون «لئون» نام دارد که خود به یکصد سنت تقسیم می‌شود. هر دلار آمریکا با ۵۳۰۰ لئون برابر می‌کند. (نرخ برابری ژانویه ۲۰۱۱).
- کشور سیرالئون از تاریخ ۳۰/۰۹/۲۰۲۲ اقدام به حذف سه صفر از پول رایج خود نموده است، به طوری که هر یک هزار لئون قدیم (SLL) معادل یک لئون جدید (SLE) می‌باشد، لیکن کشور مذکور اعلام نموده تا مارس ۲۰۲۳، هر دو ارز مزبور جزء ارزهای رایج و قانونی کشور مذکور می‌باشند.

## مردم

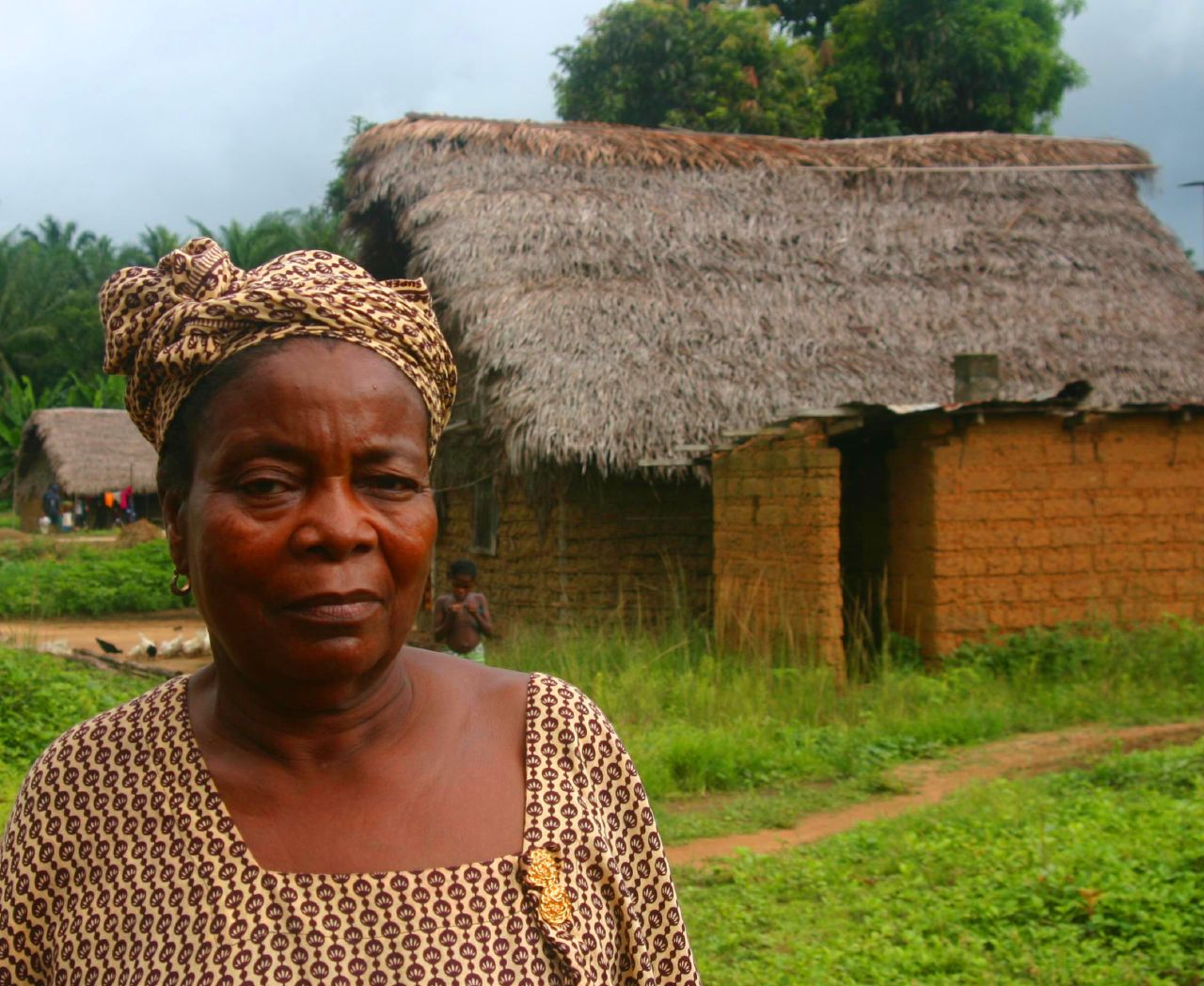

- امید به زندگی در میان مردم سیرالئون حدود ۴۵/۵ سال است.
- از سوی دیگر در بُعد فرهنگی ۴/۴۵ درصد از مردان و ۲/۱۸ درصد از زنان سیرالئون باسوادند.[۸]
- همچنین ۵۱ درصد از مردم این کشور آنیمیست، ۴۰ درصد مسلمان (اهل سنت) و ۹ درصد مابقی مسیحی می‌باشند.[۹] مردم سیرالئون از نژاد سیاه و ۶۰ درصد آن‌ها از تیره «تمنه» و «منده» هستند. لبنانیها، سوری‌ها و اروپاییان نیز در این کشور سکونت دارند.
- زبان رسمی مردم سیرالئون «انگلیسی» و خط رایج آن‌ها «لاتین» است. با این حال مردم به زبانهای کریو، منده و سودانی صحبت می‌کنند.[۱۰][۱۱]